# Gloria! (film)
Gloria! è un film del 2024 scritto e diretto da Margherita Vicario, al suo debutto alla regia.
Presentato in concorso alla 74ª edizione del Festival internazionale del cinema di Berlino, il film è stato accolto positivamente dalla critica cinematografica, che ne ha apprezzato la regia di Vicario nel raccontare temi sociali come il femminismo e l'oppressione della figura femminile nella musica. Il film ha ottenuto nove candidature alla 70ª edizione dei David di Donatello, vincendo due Nastro d'argento, due Globo d'oro e il premio alla regia al Seattle International Film Festival.

## Trama
Veneto, 1800. Teresa, soprannominata "la muta", lavora come domestica al Sant'Ignazio, un decrepito istituto musicale per educande. L'imminente visita del nuovo Papa, Pio VII, getta l'istituto in fermento e, mentre il maestro del coro fatica a comporre qualcosa per l'occasione, Teresa in un ripostiglio scopre uno strumento musicale di nuova invenzione: il pianoforte. Teresa comincia a suonarlo insieme ad altre quattro ragazze della scuola. Tra loro c'è anche Lucia, che però non va d'accordo con Teresa. Per evitare litigi, decidono di suonare a turno, misurando il tempo con una clessidra.
Nel frattempo, il direttore della scuola, Perlina, sta cercando di comporre un brano per accogliere il nuovo Papa, ma non riesce a concludere nulla. Lucia gli propone la sua composizione, ma Perlina la respinge bruscamente. Poco dopo Lucia riceve una lettera dai genitori del suo promesso sposo, che le comunicano l’annullamento del matrimonio. Distrutta dalla delusione, Lucia tenta il suicidio.
In seguito Perlina vende il piano per pagare i debiti di un amico. Teresa scopre che lo strumento era stato donato alle orfane e non a Perlina, e pretende che venga restituito. Minaccia anche di raccontare che in passato è stata violentata dal Governatore e che le è stato portato via il figlio, se il piano non verrà restituito e se il brano di Lucia non sarà suonato davanti al Papa.
Durante il concerto, le ragazze rinchiudono Perlina dietro una parete e si esibiscono con la loro composizione. Il pubblico reagisce in vario modo : alcuni applaudono, altri sono indignati, mentre il Papa si infuria. Nel caos, il Governatore ha un infarto e muore.
Nell'epilogo, Teresa vive con suo figlio e la matrigna del bambino. Riceve una lettera dalle ragazze, che intanto sono diventate una compagnia musicale itinerante di successo.

## Produzione

### Sviluppo
Gloria! è stato diretto da Margherita Vicario, all'esordio da regista, che ha anche scritto la sceneggiatura insieme ad Anita Rivaroli. L'artista ha dichiarato che il film "ha la musica come protagonista" e "usa la musica come linguaggio narrativo", spiegando che l'idea alla base della sceneggiatura è nata dalla volontà di far conoscere a un pubblico più ampio la storia delle donne musiciste e compositrici vissute in diversi orfanotrofi italiani fra il XV e il XVII secolo, fra cui le collaboratrici del compositore Antonio Vivaldi:
[...]
All'inizio io e Anita Rivaroli, la co-sceneggiatrice del film, abbiamo tribolato parecchio proprio per la mancanza di testimonianze storiche. Gloria! racconta la vita musicale di centinaia di donne chiuse in conventi e orfanotrofi dal XV secolo fino all'editto napoleonico nel 1807, che chiuse queste istituzioni. Il film è ambientato nel 1800 perché amo quel contesto storico, la musica che le donne crearono in quell'epoca. O almeno, la poca che è sopravvissuta. È impossibile immaginare che tra queste centinaia di donne non ce ne fossero di più con aspirazioni da compositrici, di cui non ci è rimasto nulla.»
Il film è stato prodotto da Valeria Jamonte, Manuela Melissano, Carlo Cresto-Dina e Katrin Renz per Tempesta, RAI Cinema e Tellfilm. Inoltre, ha ricevuto sostegno e finanziamenti diretti dalla Direzione generale Cinema e audiovisivo del Ministero della Cultura italiano (450mila euro di contributi selettivi), dall'Ufficio federale della cultura svizzero (218.287 franchi svizzeri), dalla Film Commission della regione Friuli-Venezia Giulia, e dalla Ticino Film Commission del Canton Ticino.

### Riprese
Le riprese hanno avuto luogo in diverse aree italiane e svizzere, inclusi il Friuli-Venezia Giulia (Cervignano del Friuli, Gorizia, la laguna di Grado, Udine, lo Jôf di Montasio, la Villa Steffaneo Roncato a San Vito al Torre) e il Canton Ticino (il Palazzo dei Landfogti a Malvaglia).

## Colonna sonora
La colonna sonora del film è stata composta e curata da Margherita Vicario e Dade (Davide Pavanello). Il 27 marzo 2024, è stato pubblicato il primo brano tratto dalla colonna sonora, Aria!.
Il 27 giugno 2024, Vicario e Dade hanno ricevuto il Nastro d'argento alla migliore colonna sonora.

### Tracce
Testi e musiche di Margherita Vicario e Dade, eccetto dove indicato.
1. Margherita Vicario, Dade – Opening – 1:49
2. Margherita Vicario, Orchestra Tiepolo Barocca – Gloria in Excelsis Deo RV 589 – 1:14 (musica: Antonio Vivaldi)
3. Margherita Vicario – Arrivo pianoforte – 1:31
4. Margherita Vicario – Dispari embrione – 1:00
5. Margherita Vicario, Dade – Dispari – 0:47
6. Margherita Vicario, Dade – Lucia Vs Teresa (Pincio Revolution) – 3:45
7. Margherita Vicario, Dade – Scale Perlina – 2:17
8. Margherita Vicario, Galatéa Bellugi – Fosse solo un giorno – 1:14
9. Margherita Vicario, La Rappresentante di Lista – Questo corpo – 2:25 (testo: Veronica Lucchesi, Dario Francesco Mangiaracina – musica: Veronica Lucchesi, Dario Francesco Mangiaracina, Fabio Gargiulo)
10. Margherita Vicario, Giorgio Mirto, Orchestra Tiepolo Barocca – Kyrie Perlina – 0:46 (musica: Giorgio Mirto, Margherita Vicario, Davide Pavanello)
11. Margherita Vicario, DiMaio, Orchestra Tiepolo Barocca – Eja Mater RV 621 – 1:44 (musica: Antonio Vivaldi)
12. Margherita Vicario, Orchestra Tiepolo Barocca – Quartetto n.2 in Si bemolle Maggiore – 0:45 (musica: Maddalena Laura Lombardini Sirmen)
13. Margherita Vicario, Dade – Perlina a Venezia – 2:13
14. Margherita Vicario, Dade – La lettera – 1:04
15. Margherita Vicario, Orchestra Tiepolo Barocca – Concerto per due violini in la minore RV 522 – 2:04 (musica: Antonio Vivaldi)
16. Margherita Vicario – Io ti vedo – 2:15
17. Margherita Vicario, Dade, Giorgio Mirto, Orchestra Tiepolo Barocca – Il Gran Concerto – 6:48 (musica: Margherita Vicario, Davide Pavanello, Giorgio Mirto)
18. Margherita Vicario – In viaggio – 1:58 (musica: Margherita Vicario, Davide Pavanello, Valentina del Re)
19. Margherita Vicario, Dade, Orchestra Tiepolo Barocca – Gloria! – 2:42
20. Margherita Vicario – Aria! – 2:42 (testo: Margherita Vicario, Edwyn Roberts – musica: Davide Pavanello, Andrea Bonomo, Gianluigi Fazio)

## Promozione
Il primo trailer del film è stato diffuso il 20 febbraio 2024.

## Distribuzione

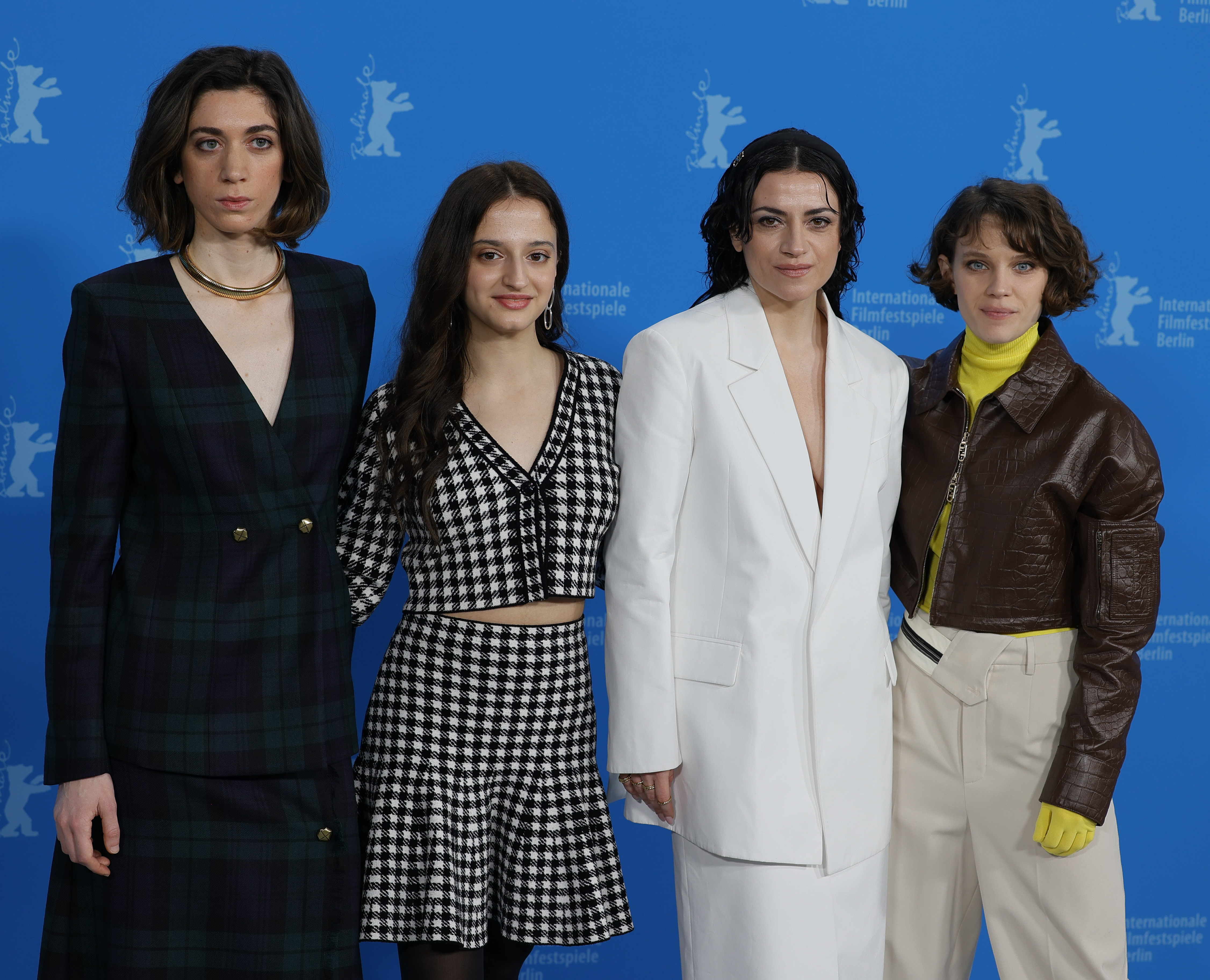
Da sinistra: Sara Mafodda, Maria Vittoria Dallasta, Veronica Lucchesi e Carlotta Gamba alla presentazione ufficiale di Gloria! alla 74ª edizione della Berlinale.

Il film è stato presentato in concorso alla 74ª edizione del Festival internazionale del cinema di Berlino il 21 febbraio 2024, per poi essere proiettato in anteprima al PalaCinema di Locarno il 27 marzo seguente.
Quindi, è stato distribuito nelle sale italiane da 01 Distribution a partire dall'11 aprile dello stesso anno.

## Accoglienza

### Incassi
Gloria! ha debuttato alla settima posizione del botteghino nel fine settimana compreso fra il 12 e il 14 aprile 2024, con un incasso di 147332 €; al 30 giugno, ha incassato in tutto 1082286 $ (circa 958016 €).

### Critica
Gloria! ha ricevuto recensioni generalmente favorevoli da parte dalla critica cinematografica italiana, che ha apprezzato soprattutto il debutto alla regia di Vicario, oltre alle interpretazioni di Galatea Bellugi e Carlotta Gamba.
Federico Gironi di Comingsoon.it assegna al film quattro stelle su cinque, descrivendo il film «inedito» nel panorama cinematografico italiano, poiché attraverso la musica parla di femminismo con «gioiosa e vitale leggerezza», e associandolo a Povere creature! (2023) per la volontà di raccontare la «gioia incontenibile nell’abbracciare il proprio essere, e i propri diritti». Tommaso Tocci di MYmovies.it ha dichiarato di esser rimasto stupito dalla regia di Vicario, che secondo lui mescola «il classico e il contemporaneo», mettendo in risalto «l'intento di gettare luce su intere generazioni di donne che in quell'epoca venivano educate come musiciste di alto livello, ma senza possibilità di affermarsi o di trovare un'espressione artistica propria».
Gian Luca Pisacane di Cinematografo lo definisce «un piccolo film che trasuda energia, passione, voglia di evadere», in cui «l’ascolto è più importante dello sguardo», trovando affinità con Sister Act - Una svitata in abito da suora (1992). Roberto Brunelli per The Hollywood Reporter Roma sostiene il film sia «capace di innescare un processo di identificazione molto forte», vedendolo come un omaggio alle artiste che «nei secoli hanno fatto musica, hanno composto, e che sono state tenute ai margini e, generalmente, dimenticate».
Guy Lodge di Variety scrive che il film risulta una «spumeggiante storia di sensibilità musicali classiche in guerra in un rifugio femminile veneziano», pur ritenendola «ostacolata da una sceneggiatura troppo rituale, con personaggi di contorno e punti di trama che non corrispondono alle maggiori ambizioni artistiche di Vicario», e nota come risulti «difficile contrastare l'energia del film». Lodge apprezza anche l'interpretazione di Bellugi, descritta come «abbastanza accattivante da coprire la sostanziale ottusità del suo personaggio».

## Riconoscimenti
- 2025 – David di Donatello[31]
  - Miglior regista esordiente a Margherita Vicario
  - Migliore canzone originale per Aria!
  - Miglior compositore a Margherita Vicario e Dade
  - Candidatura alla migliore sceneggiatura originale a Anita Rivaroli e Margherita Vicario
  - Candidatura al miglior produttore a Katrin Renz, Valeria Jamonte, Manuela Melissano e Carlo Cresto-Dina
  - Candidatura al miglior casting a Massimo Appolloni
  - Candidatura al miglior costumista a Mary Montalto
  - Candidatura alla migliore acconciatura a Marta Iacoponi e Carla Indoni
  - Candidatura al miglior suono a Xavier Lavorel, Daniela Bassani, Francois Wolf e Maxence Ciekawy
- 2024 - Nastro d'argento
  - Miglior colonna sonora a Margherita Vicario e Dade
  - Premio BNL BNP Paribas a Margherita Vicario
  - Candidatura alla miglior regista esordiente a Margherita Vicario
  - Candidatura ai migliori costumi a Mary Montalto
- 2024 - Bobbio Film Festival
  - Vincitore: Gobbo D'Oro [32]
- 2024 – Ciak d'oro[33]
  - Candidatura al migliore esordio alla regia a Margherita Vicario
- 2024 – Festival internazionale del cinema di Berlino[34]
  - Candidatura all'Orso d'oro
  - Candidatura alla miglior opera prima
- 2024 - Festival du Film de Demain
  - Miglior colonna sonora
  - Miglior regia
- 2024 - Globo d'oro
  - Miglior musica a Margherita Vicario e Dade
  - Miglior opera prima a Margherita Vicario[35]
- 2024 – Seattle International Film Festival[36]
  - Premio della giuria